# アインシュタイン (小惑星)
アインシュタイン（2001 Einstein）は、小惑星帯内縁部に位置するハンガリア群の小惑星である。パウル・ヴィルトがスイスのツィンマーヴァルト天文台で発見した。
ドイツ系アメリカ人の物理学者でノーベル物理学賞受賞者のアルベルト・アインシュタインにちなんで名付けられた。
『2001年宇宙の旅』などで知られるSF作家のアーサー・C・クラークは、「“全く不幸な手落ち”により2001番目の小惑星はアインシュタインとかいう人物に割り当てられてしまったため、クラークと命名することはできない」という謝罪文を受け取ったことがある。なお、同シリーズに出てくる他の年号、2010番目の小惑星はチェビシェフ、2061番目の小惑星はアンサ、3001番目の小惑星はミケランジェロと名付けられ、クラークの名は4923番目の小惑星に付けられている。